# 重庆交通大学
29°29′34″N 106°34′5″E / 29.49278°N 106.56806°E
重庆交通大学（Chongqing Jiaotong University，缩写：CQJTU），簡稱重庆交大，是中华人民共和国重庆市的一所全日制公办本科大学，由中华人民共和国交通运输部与重庆市共建，具有工科、交通特色。
重庆交通大学和大连交通大学等以“交通”命名的院校，是以交通类专业为专长的大学，它们在历史渊源上同“交通大学”并无关系。
重庆交大于2006年获得博士学位授予权，现有3个一级学科博士学位授权点、12个二级学科博士学位授权点，14个一级学科(57个二级学科)硕士学位授权点，3个博士后科研流动站，2个专业学位类别，10个工程硕士专业学位培养领域;拥有3个国家级平台，34个省部级平台以及20余个研发机构；主办的《应用数学和力学》杂志是SCI和EI的收录期刊，《重庆交通大学学报(自然科学版)》是中国中文核心期刊、中国科技核心期刊。重庆交通大学在2007年教育部本科教学工作水平评估中获评＂优秀＂。

## 历史

### 建校初期
1951年，中共中央决定修建康藏公路，为解决急需的专业人才问题，当时由邓小平领导的西南军政委员会决定在重庆设立交通方面的本科院校，由于涉及到本科院校设立的权限问题，遂只能设立专科院校，学校命名为西南交通专科学校并于1951年11月7日正式成立，任命穰明德为第一任校长，于重庆市南岸区七公里办学。

### 校名、隶属变更时期
1952年西南交通专科学校更名为西南交通学校，1953年由该名更名为重庆公路学校，1954年重庆市并入四川省，校名由重庆公路学校更名为交通部西南公路学校，1955年校名更改为交通部重庆公路工程学校，1958年又更名为四川省重庆公路工程学校。

### 兼并时期
1960年8月，成都工学院土木系、武汉水运学院水工系、四川冶金学院冶金系迁入四川省重庆公路工程学校，共同组建为一所国家普通本科院校并更改校名为重庆交通学院，办学地点仍设在重庆南岸区七公里。1971年并入重庆建筑工程学院，办学地点迁为重庆沙坪坝区沙北街。1978年，国务院批准教育部关于恢复和增设一批普通高等学校的报告,决定在全国恢复和增设55所普通高等学校，重庆交通学院于次年1月复校:32，并交由交通部（现交通运输部）直接管理，同年5月重庆交通学院与重庆航务工程学校合并，学校本部从重庆沙坪坝区沙北街迁出至重庆航务工程学校的校址重庆市渝中区黄沙溪。1984年7月学校本部陆续迁回重庆南岸区七公里。

### 发展时期

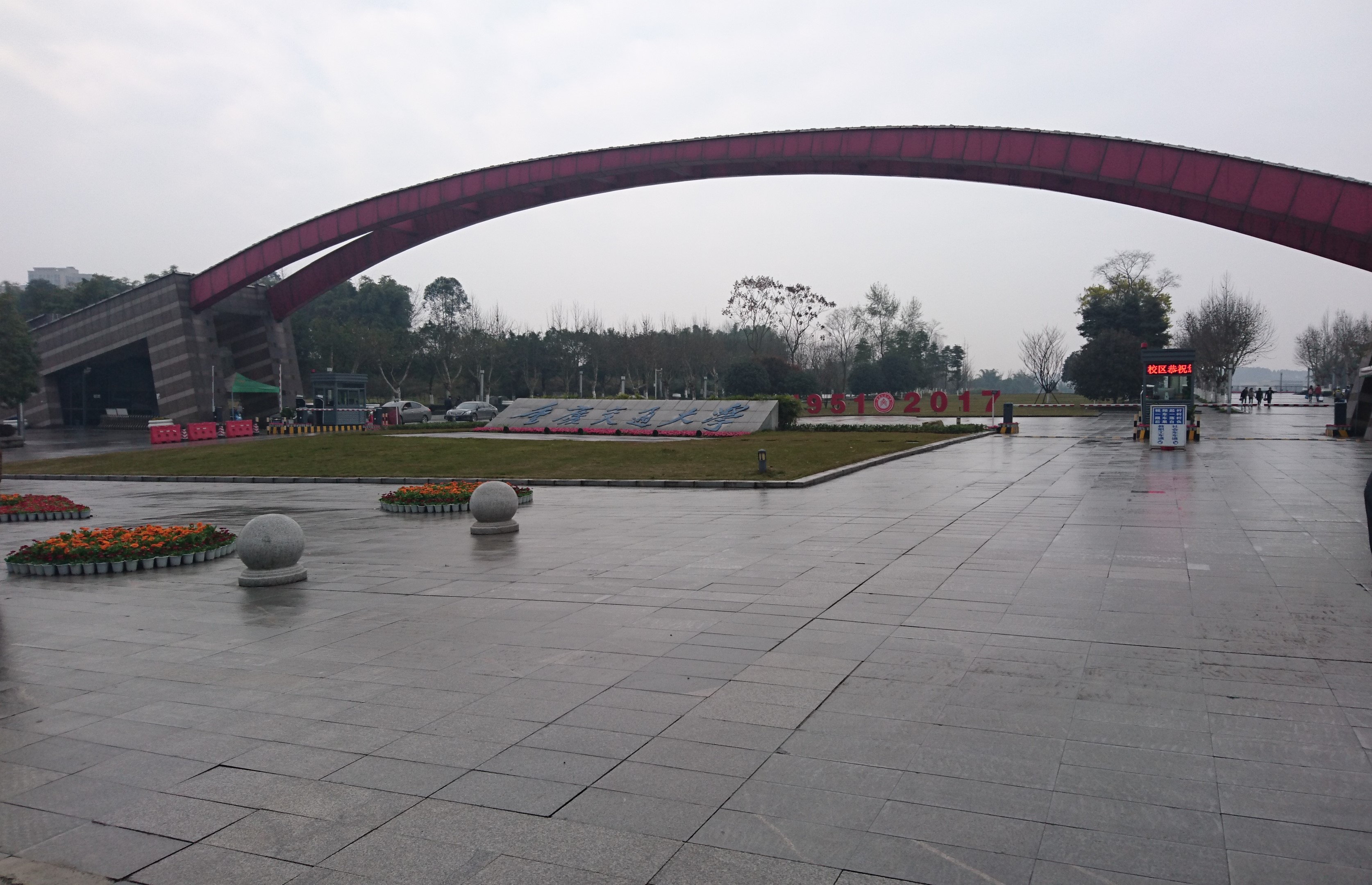
重庆交通大学双福校区南门

1985年，经国务院学位委员会批准，重庆交通学院增列为第三批硕士学位授予单位。1986年，交通部西南水运工程科学研究所并入学院。2000年1月受九十年代末部委大调整的影响，学校由交通部划转重庆市，实行中央与地方共建、以重庆市为主的管理体制。2005年，重庆市在高等教育“十一五”发展规划中，重庆交通学院被列为重点建设的教学研究型大学。2006年2月，经国家教育部批准，重庆交通学院更名为重庆交通大学，同年经国务院学位委员会批准，增列为博士学位授予单位。2011年7月，重庆交通大学双福校区一期工程建成，形成今双校区办学格局。

## 校区设置

### 南岸校区
南岸校区位于重庆市南岸区学府大道66号，是重庆交通大学的主校区，行政中心和主要科研设施均在此校区。目前南岸校区主要承担本科三、四年级和研究生的教学科研功能。南岸校区中有明德楼、第1-4教学楼、语音楼等教学科研区以及慧园、知园等住宿小区。

### 双福校区

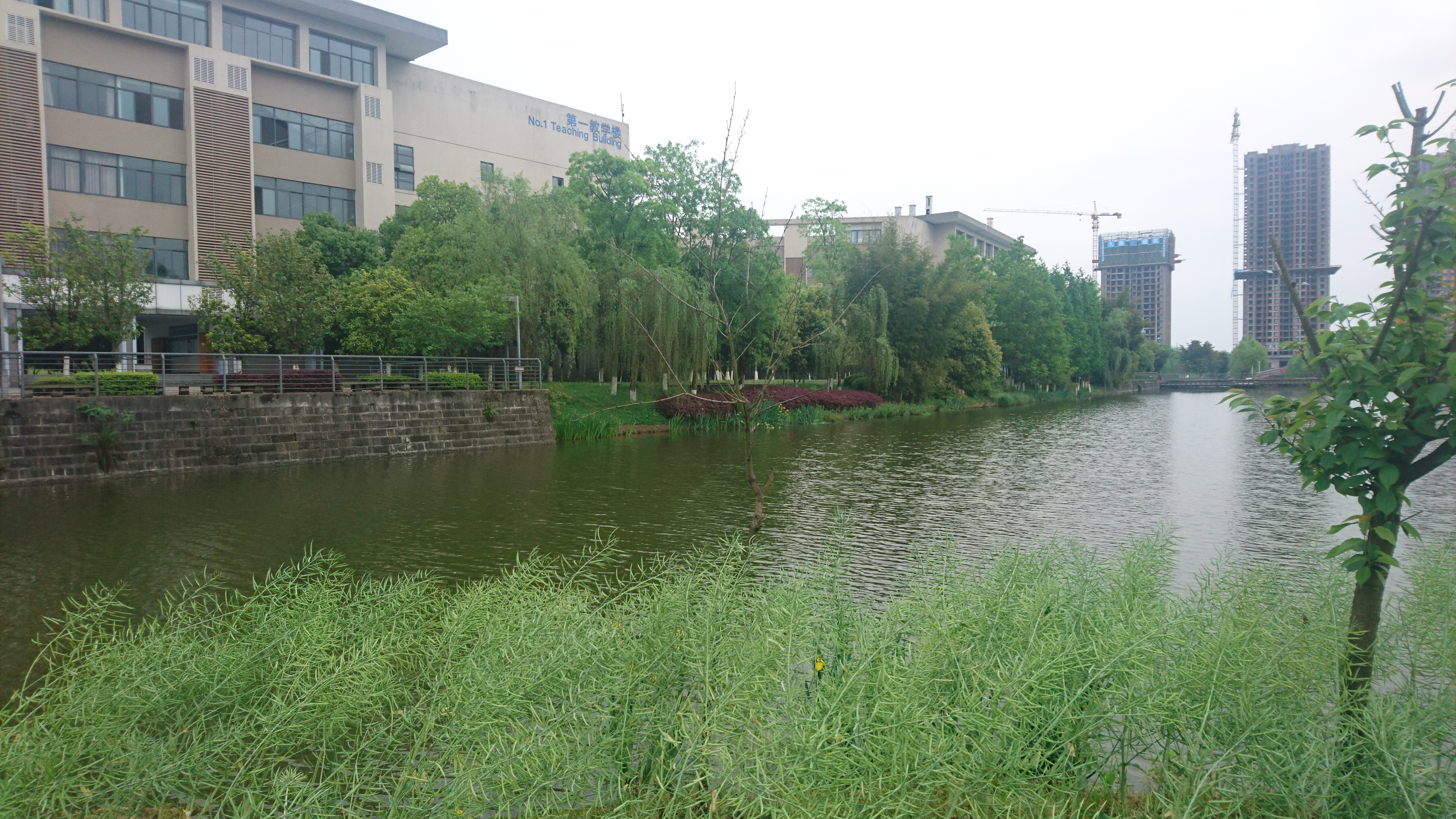
重庆交通大学双福校区第一教学楼

双福校区位于重庆市江津区双福新区，2011年基本建成并迎来首批新生驻校。校区主要完成学校本科一、二年级的教学、教育任务。校区地形为浅丘陵，地势较为平缓，地块内有水体面积约115亩的李子湖。规划2500亩教学科研用地，总建筑面积85万平方米，拟以出让方式征用400～500亩生活用地建设教职工生活园区。校区已投入使用了第一教学楼，实验中心，双福校区图书馆，德园小区，德园服务中心以及学生活动中心。目前校区内在建国家内河航道整治工程技术研究中心、土木学院科研大楼等科研设施。

### 大坪校区
为修建新校区，学校出让了原大坪校区部分用地，现在大坪校区基本为现重庆西南水运工程科学研究所，已不再承担全日制学生教学任务。

## 学术研究
重交的工科属性较重，且集中于"路、桥、水"方面，与其相关的专业具有一定的优势。

### 国家特色专业
土木工程、港口航道与海岸工程、交通运输。

### 教育部“卓越工程师教育培养计划”试点专业
土木工程、港口航道与海岸工程、交通运输、机械设计制造及其自动化、水利水电工程、航海技术、轮机工程。

### 教育部第四轮学科评估
学科评估是教育部学位与研究生教育发展中心开展的非行政性、服务性评估项目，于2002年首次开展，第四轮评估于2017年结束。参评对象为具有博士硕士学位授予权的一级学科。重庆交通大学参与了第四轮学科评估。
| 一级学科代码 | 一级学科名称     | 评估结果 | 参评高校数量 |
| ------------ | ---------------- | -------- | ------------ |
| 0305         | 马克思主义理论   | C        | 231          |
| 0802         | 机械工程         | C-       | 189          |
| 0812         | 计算机科学与技术 | C-       | 238          |
| 0814         | 土木工程         | B        | 134          |
| 0815         | 水利工程         | B        | 49           |
| 0823         | 交通运输工程     | B        | 52           |
| 1201         | 管理科学与工程   | B-       | 187          |
| 1201         | 工商管理         | C-       | 240          |

### 其他
重庆市“三特行动计划”特色专业和特色学科专业群。

### 科研机构
- 重庆西南水运科学研究所
- 国家内河航道整治工程技术研究中心
- 西部交通与经济社会发展研究中心
- 口岸物流与航运发展研究中心
- 新丝绸之路国际联合研究中心
- 教育部欧洲研究中心

### 重点实验室
共有21个国家级和省部级重点实验室，传统优势的“路、桥、水”三大主干学科均有拥有和依托的国家级科技研发平台。
| 实验室名称                                       | 隶属                                                   | 级别                     |
| ------------------------------------------------ | ------------------------------------------------------ | ------------------------ |
| 国家内河航道整治工程技术研究中心                 | 重庆交大河海学院 重庆交大西南水运科学研究所 长江航道局 | 国家工程中心             |
| 山区桥梁与隧道工程省部共建国家重点实验室         | 土木学院                                               | 国家重点实验室           |
| 省部共建水利水运工程教育部重点实验室             | 河海学院                                               | 省部共建教育部重点实验室 |
| 山区桥梁结构与材料教育部工程研究中心             | 土木学院                                               | 教育部工程研究中心       |
| 山区道路建设与维护技术教育部工程研究中心         | 土木学院                                               | 教育部工程研究中心       |
| 桥梁结构工程交通行业重点实验室                   | 土木学院                                               | 交通运输部重点实验室     |
| 内河航道整治技术交通行业重点实验室               | 河海学院                                               | 交通运输部重点实验室     |
| 重庆市结构工程重点实验室                         | 土木学院                                               | 重庆市重点实验室         |
| 重庆市水利水运工程重点实验室                     | 河海学院                                               | 重庆市重点实验室         |
| 山区道路结构与材料重庆市市级重点实验室           | 土木学院                                               | 重庆市重点实验室         |
| 重庆市交通运输工程重点实验室                     | 交通运输学院                                           | 重庆市重点实验室         |
| 重庆市山区道路建设与维护技术重点实验室           | 土木学院                                               | 重庆市重点实验室         |
| 交通土建工程材料工程实验室                       | 土木学院                                               | 重庆市工程实验室         |
| 重庆市航运工程技术研究中心                       | 河海学院                                               | 重庆市工程技术研究中心   |
| 西部交通与经济社会发展研究中心                   | 财经学院                                               | 重庆市人文社科重点基地   |
| 重庆高校水工建筑物健康诊断技术与设备工程研究中心 | 河海学院                                               | 重庆市工程技术研究中心   |
| 重庆市汽车摩托车零部件产业发展研究中心           | 机电学院                                               | 重庆市经委研究中心       |
| 重庆市特种船舶数字化设计与制造工程技术研究中心   | 航海学院                                               | 重庆市工程技术研究中心   |
| 重庆市城轨交通工程技术研究中心                   | 机电学院                                               | 重庆市工程技术研究中心   |
| 山地城市交通系统与安全重庆市重点实验室           | 交通运输学院                                           | 重庆市重点实验室         |
| 交通土建工程材料国家地方联合工程实验室           | 土木学院                                               | 国家地方联合工程实验室   |

## 文化传统

### 理念
| 校训                                       |
| ------------------------------------------ |
| 明德行远、交通天下                         |
| 建校铭志                                   |
| 空谈误国、实干兴邦                         |
| 办学理念                                   |
| 明德笃学、求实创新                         |
| 办学特色                                   |
| 实干奉献、开拓进取的“铺路石”精神           |
| 校歌                                       |
| 重庆交通大学校歌 作词：魏巍等 作曲：唐德松 |

### 校徽
校徽主体图形是由秦汉篆体“交大”二字变形组合，其形似一座桥。校徽有蓝色和红色两个版本，但图形一致。设计人为重庆交通大学罗伟华。

## 国际交流

### “中国政府奖学金”委托培养院校
重庆交通大学是“中国政府奖学金”委托培养高校，接受外国留学生学习的专业囊括本科、硕士、博士和非学历教育层次，其中学历教育的招收范围包含了大部分学校开设专业。来华留学生一般由各学院负责，分配到行政班级，在学术评估上实行与普通学生不同的标准。

### 中波大学联盟
中波大学联盟全称“一带一路”中波大学联盟，是为响应中国政府“一带一路”倡议而成立的国际间高校合作联盟，重庆交通大学与北京工业大学和波兰奥伯莱工业大学在2017年共同发起，中国和波兰共23所高校共同参与组建了本联盟。重庆交通大学被推选为第一届轮值主席。

### 马蒂亚斯国际设计学院
马蒂亚斯国际设计学院是由原艺术设计系和机电学院原工业设计系共同组建而成，由德国卡塞尔大学终身教授盖尔哈特·马蒂亚斯帮助建立，并由“巴渝海外引智计划”引入德国奥芬巴赫设计学院院长克劳斯·海瑟教授等多位专家参与教学。

### 国际学院
国际学院成立于2011年，开设多个中外合作办学本科项目，合作高校包括英国诺桑比亚大学、英国伦敦南岸大学、澳大利亚塔斯马尼亚大学和澳大利亚博士山学院。国际学院与英国、澳大利亚、美国、波兰、德国、俄罗斯、哈萨克斯坦、贝宁等“一带一路”相关高校及科研机构开展学术交流和科研合作，建立了长期友好合作关系。

### 其他项目
重庆交通大学是中俄交通大学联盟核心成员，有新丝绸之路国际联合研究中心和教育部欧洲研究中心国际科研机构，开办贝宁孔子学院以及贝宁研究中心。

## 知名人物

### 两院院士
- 郑皆连，1965年毕业于重庆交通学院桥梁与隧道专业。我国桥梁工程专家、教授级高级工程师、中国工程院院士。历任广西交通设计院路桥大队副大队长，广西公路工程公司副经理，广西壮族自治区交通厅副总工程师、副厅长兼总工程师，现任广西壮族自治区科学技术协会主席，兼任自治区政府主席院士顾问、交通运输部专家、广西公路学会终身荣誉理事长、中国公路学会顾问、广西科协主席。1999年当选为中国工程院院士，为原交通部部属院校培养的第一位院士。

### 长江学者
- 何川，1984年毕业于重庆交通学院公路工程专业。现西南交通大学校长助理、教授、博士生导师。2008年荣获"长江学者"特聘教授资格。2013年，荣获第十一届中国土木工程詹天佑铁道科学技术成就奖。2014年，获国家杰出青年科学基金。
- 周建庭，89级路桥专业校友，重庆交通大学土木工程学院院长，教授、博士生导师，长江学者特聘教授、国家杰出青年基金获得者、中组部“万人计划”获得者、科技部科技创新领军人才、全国优秀科技工作者、新世纪百千万人才工程国家级人选、教育部新世纪优秀人才、国务院政府特殊津贴。2009年，获得国家杰出青年科学基金。

### 十大桥梁人物
- 孙云：第一届全国十大桥梁人物
- 刘先鹏：第一届全国十大桥梁人物
- 孟凡超：第一届全国十大桥梁人物
- 何志军：第一届全国十大桥梁人物
- 谢邦珠：第一届全国十大桥梁人物
- 刘士林：2012年度中国十大桥梁人物
- 白山云：2014年度中国十大桥梁人物
- 牟廷敏：2014年度中国十大桥梁人物
- 杨志德：2014年度中国十大桥梁人物
- 李良：2016年度中国十大桥梁人物
- 杨如刚：2016年度中国十大桥梁人物
- 常文：2016年度中国十大桥梁人物
- 韩玉：2016年度中国十大桥梁人物

### 学界
- 武憼民，1953 届校友，全国著名高原冻土专家，2001年中国工程院院士候选人。
- 罗蓉，道路专业1997级校友。武汉理工大学交通学院教授、博导、副院长，首批国家“青年千人计划”入选者。
- 谢邦珠 ，先后毕业于重庆交通学院道路与桥梁专业以及华东水利学院水港专业。享受国家政府特殊津贴。历任四川省公路设计院技术员、工程师，总工办副总工程师、高级工程师，设计院总工程师，为国家级设计大师。2004年，入选第四批“全国工程勘察设计大师”。
- 王劼耘， 84级路桥系校友，主持完成的钱江四桥工程，2002年荣获中国建筑工程最高奖“鲁班奖”。